# Astropecten bandanus
Astropecten bandanus är en sjöstjärneart som beskrevs av Doderlein 1917. Astropecten bandanus ingår i släktet Astropecten och familjen kamsjöstjärnor. Inga underarter finns listade i Catalogue of Life.